# Вацлав Розињак
Вацлав Розињак (чеш. Václav Roziňák; Праг, 7. децембар 1922 − Цирих, 1. март 1997) био је чехословачки хокејаш на леду који је играо на позицији деснокрилног нападача. Године 2008. посмртно је уврштен у Кућу славних чешког хокеја. 
Био је члан златне чехословачке генерације која је освојила две титуле светских првака, на првенствима 1947. у Прагу и 1949. у Стокхолму., те олимпијско сребро на Зимским олимпијским играма 1948. у швајцарском Санкт Морицу. За репрезентацију је одиграо 44 утакмице током пет сезона и постигао 39 погодака. 
Хокеј је почео да игра у тинејџерским годинама, прво у екипи ХК Стадион Подоли, одакле је након осам сезона прешао у редове прашког ЛТЦ-а где је заједно са Владимиром Забродским и Станиславом Конопасеком чинио најјачу везну линију у Европи у то време. Са прашким тимом освојио је две титуле националног првака, те златну медаљу на турниру Шпенглеровог купа 1947. године.
Непосредно пре одласка у Лондон, на светско првенство 1950. на ком је Чехословачка требало да брани титулу светског првака, Розињак и још 11 играча репрезентације ухапшено је од стране комунистичких власти уз оптужбе за покушај државне издаје. Розињак је осуђен за издају на десетогодишњу затворску казну коју је служио у радном логору у руднику уранијума недалеко од Прибрама. На слободу је пуштен након петогодишње робије. По изласку из затвора поново се враћа хокеју и у сезони 1955/56. наступа у дресу Комете из Брна, а потом наредних осам сезона у прашкој Спарти у којој је 1964. и окончао играчку каријеру. Једно краће време радио је као тренер резервног састава Спарте. У Чехословачкој лиги одиграо је укупно 202 утакмице и постигао 105 голова.
Године 1968. напушта Чехословачку и емигрира у Швајцарску где је живео до краја живота. 